# Чукочье
Чуко́чье — мелководное озеро в Нижнеколымском улусе Якутии.
Расположено на северо-востоке Колымской низменности, на левом берегу дельты реки Колымы. Площадь 120 км² (по другим данным — 55,6 км²). Длина береговой линии — 62,7 км. Берега, покрытые тундровой растительностью, умеренно изрезаны, местами заболочены. На северо-западной оконечности озера — обширные отмели.  
Питание снежно-дождевое. Протоками соединяется с озёрами Нерпичье, Среднее и Малое Чукочье, а также протокой Рытрыйрын — с левым рукавом Колымы. К северо-западу находится Большое Котельническое озеро. Лежит на высоте 0,4 метра над уровнем моря.
С 1994 года является особо охраняемой природной территорией.